# Angela Beesleyová Starlingová
Angela Beesleyová Starlingová, nepřechýleně Angela Beesley Starling (* 3. října 1977 Norwich) je britská internetová podnikatelka, zvolená do správní rady Wikimedia Foundation, a prominentní člen celé wiki komunity.
Narodila se v anglickém Norwichi. V minulosti žila ve městě Slough, kde pracovala jako výzkumnice v oblasti vzdělávání a vývojářka testů. V roce 2000 obdržela na Aston University titul Bachelor of Science v oblasti lidské psychologie.
Je viceprezidentkou Wikia, Inc., ziskové společnosti spravující Wikii, hostingovou wiki službu, kterou založila v roce 2004 spolu s Jimmym Walesem. Zasedá v poradním výboru nově založeného media archívu Ourmedia. V roce 2004 byla zvolena do správní rady neziskové Wikimedia Foundation a znovuzvolena v roce 2005. V červenci 2006 oznámila svou rezignaci na tuto funkci.
V roce 2005 se přestěhovala do australského Nového Jižního Walesu. Dne 23. listopadu 2008 se provdala za vývojáře MediaWiki Tima Starlinga.